# Angiò-Durazzo
La casa reale d'Angiò-Durazzo è un ramo cadetto della prima dinastia angioina, a sua volta discendente dalla dinastia capetingia.

## Storia
Alla morte di Carlo II d'Angiò, la prima dinastia angioina si divise in cinque rami, corrispondenti ai figli e alle terre che ereditarono:
- Carlo Martello, re d'Ungheria, succeduto da: Carlo I d'Ungheria, Luigi I d'Ungheria, Maria d'Ungheria.
- Roberto, re di Napoli, re titolare di Sicilia e Gerusalemme, duca di Calabria e conte di Provenza e Forcalquier, succeduto da: Giovanna I di Napoli.
- Filippo, principe di Taranto e d'Acaia[1], e titolarmente despota dell'Epiro ed imperatore latino di Costantinopoli, succeduto da: Roberto di Taranto, Luigi di Taranto, Filippo II di Taranto.
- Giovanni, conte di Gravina e di Albe, poi principe di Acaia[1], ed infine duca di Durazzo e re d'Albania, succeduto da: Carlo di Gravina, Luigi di Durazzo, Carlo di Durazzo ed altri.
- Margherita, contessa d'Angiò e del Maine, contessa consorte di Valois, d'Alençon e di Chartres.

### Discendenza di Carlo di Durazzo
Quando i rami di Napoli e d'Ungheria si estinsero, i loro titoli passarono a Carlo di Durazzo, parente più prossimo in linea maschile, poi noto come Carlo III di Napoli o Carlo II d'Ungheria.
Il figlio Ladislao I, oltre a consolidare la sua influenza sui regni di Sicilia e Gerusalemme attraverso i matrimoni con Costanza Chiaramonte e Maria di Lusignano, aggiunse all'eredità paterna i territori del ramo collaterale di Taranto, ottenuti attraverso il matrimonio con Maria d'Enghien.
Con la morte di Ladislao, avvenuta nel 1414, si considera estinta la prima dinastia angioina.
La corona passò poi alla sorella Giovanna II, che dopo il disastroso matrimonio con Giacomo II di Borbone e la rottura diplomatica con Alfonso V d'Aragona, nominò suo erede Renato d'Angiò, del ramo collaterale degli Angiò-Valois.